# Basaltware

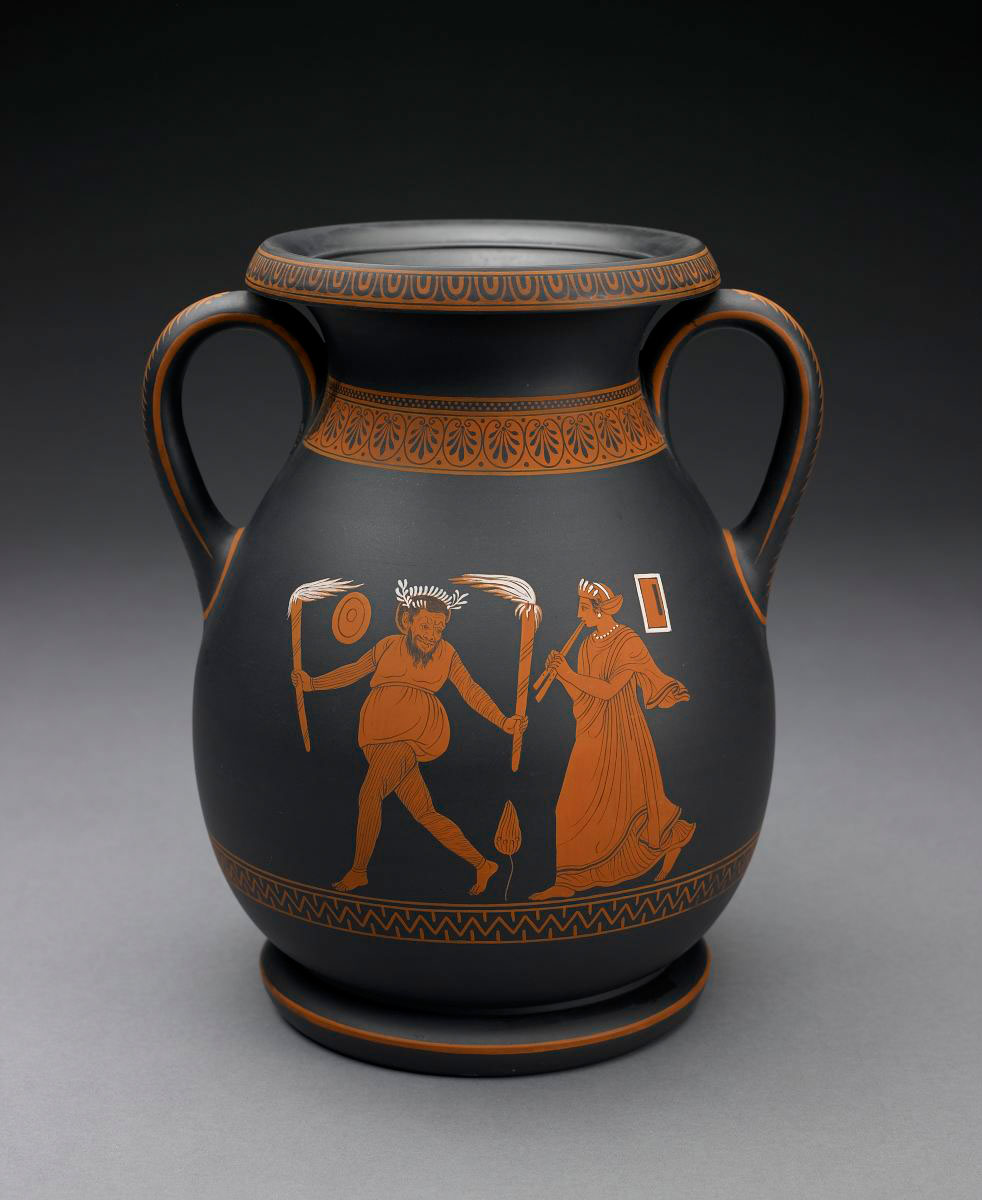
Vase, Wedgwood, um 1810, Birmingham Museum of Art

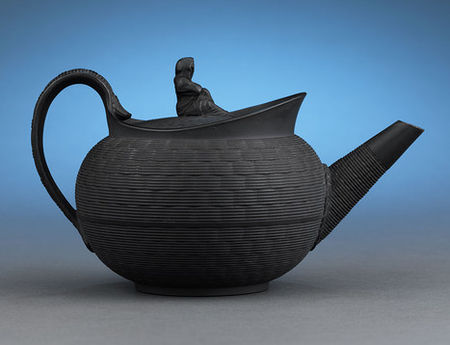
Teekanne, Wedgwood, um 1790

Basaltware, engl. auch black basalt ware, benannt nach dem nur äußerlich ähnlichen Gestein Basalt, ist ein in der Masse mit Mangan- und Eisensalzen schwarz gefärbtes keramisches Material, das wie Steinzeug sehr hart gebrannt wird, dicht gesintert und wasserundurchlässig ist. Es muss daher nicht glasiert werden.
Es wurde in den späten 1760er Jahren von Josiah Wedgwood entwickelt, der schon seit Gründung seiner Manufaktur 1757 begonnen hatte, Tafelgeschirr aus Steingut in den neuen klassizistischen Stilformen herzustellen. Auch andere Töpfer in Staffordshire hatten damals schon eine mit Eisenoxid bemalte Irdenware hergestellt, die egyptian black genannt wurde, weil ihre Formen auf ägyptische und andere antike Vorbilder zurückgriffen. Wedgwoods Gefäße und Dekorationsartikel unterschieden sich von diesen Vorläufern durch größere Härte und Unempfindlichkeit, eine schwarze Durchfärbung des Scherbens, eine weitergehende Sinterung und damit Wasserundurchlässigkeit und eine feinere Körnung der Masse, die eine detailreichere Ausformung von Profilen und Reliefs ermöglichte. Aufwendige Stücke hatten weiße Reliefauflagen, manchmal wurden auch schwarze Reliefs auf roten Grund gelegt, was an die Schwarzfigurige Vasenmalerei, oder rote Engobe auf schwarzem Basaltfond, die an die Rotfigurige Vasenmalerei der Antike erinnern sollte. Die Brenntemperatur erreichte fast die von Porzellan. Ein eingebrannter Firnis und anschließende Politur erhöhten den matten Glanz der unglasierten Oberfläche, vor allem in der Frühzeit. Diese frühe Ware ist nach künstlerischem Rang und Umfang der Produktion nicht weniger bedeutend als die heute bekanntere und mit Wedgwood eher in Verbindung gebrachte Jasperware. Seit 1769 wurde Basaltware in Wedgwoods Manufaktur Etruria (Staffordshire) hergestellt.